# جیم مک‌کورت
جیم مک‌کورت (انگلیسی: Jim McCourt؛ زادهٔ ۲۴ ژانویهٔ ۱۹۴۴) بوکسور اهل جمهوری ایرلند است.